# Jonkman Schrijft
Sjabloon:Bedrijf
Jonkman Schrijft is een Nederlands tekst- en copywritingbureau, opgericht in 2025 door schrijver en tekstschrijver Martijn Jonkman (1982). Het bureau is gevestigd in Groningen en houdt zich bezig met commerciële, journalistieke en biografische teksten.

## Geschiedenis
Jonkman Schrijft bestaat sinds 2025. Daarvoor werkte Martijn Jonkman in loondienst. Als freelancer en vrijwilliger schreef hij voor verschillende media, zoals onder andere Leidsch Dagblad en FeanFan Magazine.

## Activiteiten
Jonkman Schrijft richt zich op:
- het schrijven van SEO-teksten en andere commerciële teksten;
- het samenstellen van biografieën in opdracht;
- het schrijven van journalistieke bijdragen voor sportmedia en regionale kranten;
- het produceren van content voor websites, nieuwsbrieven en sociale media.[5]

## Biografische werken
- Figaro (2020, ongepubliceerd)
- 70 is slechts een getal (2021, ongepubliceerd)
- Elsje (2025, ongepubliceerd)